# Route A103 (Grande-Bretagne)
Pour les articles homonymes, voir A103.
L'A103 est une route en Angleterre, plus précisément à Londres. Elle va de Lower Holloway à Hornsey.